# أيل أبيض الذيل
الأَشْعَل أو الأيل أبيض الذيل (Odocoileus virginianus)، المعروف أيضا باسم «الذيل الأبيض» أو «أيل فرجينيا»، هو أيل متوسط الحجم يستوطن الولايات المتحدة وكندا والمكسيك وأمريكا الوسطى وأمريكا الجنوبية إلى الجنوب حتى بيرو وبوليفيا. كما تم إدخاله أيضا إلى نيوزيلندا وكوبا وجامايكا وهيسبانيولا وبورتوريكو وجزر البهاما وجزر الأنتيل الصغرى وبعض بلاد أوروبا مثل فنلندا وجمهورية التشيك وصربيا. وهو الأكثر انتشارا بين فصائل الحافريات البرية في الأمريكتين.
يتوزع أغلب تعداد هذا النوع في أمريكا الشمالية شرق جبال روكي، أما في الأماكن الأخرى فتغلبها في التعداد الأيائل سوداء الذيل أو الأيائل البغال (Odocoileus hemionus). ويتواجد تعدادها في غرب أمريكا الشمالية في غابات الحور وأراضي القاع النهرية في وسط وشمال السهول العظمى، وفي المناطق النفضية النهرية المختلطة، وأراضي وديان الأنهار، وسفوح جبال شمال جبال روكي من داكوتا الشمالية إلى وايومنغ إلى شمال شرق كولومبيا البريطانية، بما في ذلك وادي مونتانا وأراضي فوتهيل العشبية.
وكان تحويل الأراضي المتاخمة لشمال روكي إلى للزراعة وقطع الأشجار الصنوبرية (ما أدى إلى انتشار النباتات النفضية) أمرا ساهم في انتشار الأيائل بيضاء الذيل وزاد تعدادها إلى أقصى الشمال مثل فورت سانت جون في كولومبيا البريطانية. كما توسع تعداد الأيائل حول البحيرات العظمى إلى الشمال، وذلك بسبب تحويل الأراضي لمزارع، كما زاد تعداد الكاريبو والموظ. تعرف فصيلة هذا النوع التي تعيش في أقصى الغرب باسم الأيل أبيض الذيل الكولومبي، وكان منتشرا في الغابات المختلطة على طول وديان أنهار ويلاميت وكاوليتز من غرب أوريغون وجنوب غرب واشنطن، ولكن اليوم انخفض تعدادها إلى حد كبير، وتصنف بأنها شبه مهددة.